# 346e division d'infanterie
La  346e division d'infanterie (en allemand : 346. Infanterie-Division ou 346. ID) est une des divisions d'infanterie de l'armée allemande (Wehrmacht) durant la Seconde Guerre mondiale.

## Historique
La 346e division d'infanterie est formée le 21 septembre 1942 en France à partir de personnel du Wehrkreis IX.
Après sa formation, elle sert comme unité d'occupation, de sécurité et défense des zones côtières en Bretagne (Saint-Malo) au sein de la 7. Armee. Mais à la fin de 1943, elle rejoint la Seine-Inférieure (entre Le Havre - Yvetot).
Dès le 6 juin, des unités de la division gagnent l'est de Caen, pour contrer les paras britanniques de la 6th Airborne et les Canadiens débarqués. Moyennant de lourdes pertes, la 346.ID contient efficacement la poussée britannique à l'est de l'Orne, renforcée par des éléments de la 21. Pz Division. Après l'opération Goodwood, la division doit raccourcir ses lignes vers Troarn, puis mène des combats défensifs dans le pays d'Auge. Elle franchit la Seine à la fin aout dans le secteur ouest de Rouen, puis constitue des faibles éléments d'arrière garde dans la Somme et en Picardie. Début septembre, elle se regroupe en Belgique et absorbe des restes des 331.ID et 17. Lw Felddivision.
Elle combat en Hollande à partir d'octobre et jusqu'à la fin de la guerre, capitulant face aux forces britanniques en mai 1945.

## Organisation

### Commandants
| Date                               | Grade           | Commandant               |
| ---------------------------------- | --------------- | ------------------------ |
| 1er octobre 1942 - 12 octobre 1944 | Generalleutnant | Erich Diestel            |
| 16 octobre 1944 - 7 novembre 1944  | Generalleutnant | Walter Steinmüller       |
| 7 novembre 1944 - 9 février 1945   | Oberst          | Neumann[réf. nécessaire] |
| 9 février 1945 - 8 mai 1945        | Generalmajor    | Gerhard Lindner          |

### Officiers d'opérations (Generalstabsoffiziere (Ia))
| Date                                | Grade          | Commandant       |
| ----------------------------------- | -------------- | ---------------- |
| 16 octobre 1942 - 15 août 1944      | Oberstleutnant | Paul Frank       |
| 15 août 1944 - 10 octobre 1944      | Major          | Walter Carganico |
| 10 octobre 1944 - 20 novembre 1944  | Oberstleutnant | Hermann Rehm     |
| 20 novembre 1944 - 1er février 1945 | Major          | Otto Förster     |
| 5 février 1945 - Mai 1945           | Major          | Günter Theermann |

## Théâtres d'opérations
- France : Octobre 1942 - Septembre 1944
- France, Belgique et Pays-Bas : Septembre 1944 - Mai 1945

Siège de Dunkerque

## Ordre de bataille
1942
- Festungs-Infanterie-Regiment 857
- Festungs-Infanterie-Regiment 858
- Artillerie-Regiment 346
- Pionier-Bataillon 346
- Nachrichten-Abteilung 346
- Versorgungseinheiten 346

1945
- Grenadier-Regiment 857
- Grenadier-Regiment 858
- Grenadier-Regiment 1018
- Füsilier-Bataillon 346
- Artillerie-Regiment 346
- Pionier-Bataillon 346
- Panzerjäger-Abteilung 346
- Nachrichten-Abteilung 346
- Feldersatz-Bataillon 346
- Versorgungseinheiten 346